# Vathýlakkos (Dráma)
Vathýlakkos, en grec moderne : Βαθύλακκος, auparavant appelé Kóvitsa (Κόβιτσα), est un village de Macédoine-Orientale-et-Thrace, en Grèce.
Selon le recensement de 2021, la population du village compte 42 habitants.